# Лесотехническая (остановочный пункт)
Лесотехни́ческая — остановочный пункт Свердловской железной дороги. Находится на линии Екатеринбург – Челябинск, в Октябрьском районе Екатеринбурга. 
Платформа открыта в 2005 году в рамках проекта «Городская электричка». Расположена около пересечения линии Екатеринбург – Челябинск с Сибирским трактом, примерно в 70 метрах от железнодорожного переезда и остановок общественного транспорта. В непосредственной  близости от платформы с юго-восточной стороны железнодорожной линии расположен Новый учебный корпус УЛК №2 (НУК) Уральского Государственного Лесотехнического Университета (УГЛТУ), к которому имеется пешеходный переход с платформы, и территория лесопарка им. Лесоводов России. 
Пассажирская платформа низкая, боковая, расположена с северо-западной стороны  пути. На платформе имеется пассажирский павильон в виде навеса со скамейками. Билетные кассы отсутствуют. 
На платформе останавливаются электропоезда, курсирующие по маршруту городской электрички, а также пригородные поезда из Екатеринбурга на Верхний Уфалей (2 пары), Полевской (1 пара в летнее время).